# Robert Clark (zoologo)
Robert Selbie Clark (Aberdeen, 11 settembre 1882 – Aberdeen, 29 settembre 1950) è stato un biologo ed esploratore scozzese.
Ha partecipato alla spedizione Endurance in Antartide guidata da Ernest Shackleton.

## Formazione
Nato l'11 settembre 1882 ad Aberdeen (Scozia), studia all'Aberdeen Grammar School e successivamente all'Aberdeen University dove si laurea nel 1908. Nel 1911 si specializza in zoologia e lavora presso lo Scottish Oceanographical Laboratory ad Edimburgo sino al 1913 quando diventa naturalista presso il Plymouth Marine Biological Association. Durante la sua permanenza presso lo Scottish Oceanographical Laboratory ebbe modo di studiare diversi reperti antartici raccolti da William Speirs Bruce durante la spedizione Scotia del 1902-04. Nel 1912 le sue capacità di giocatore di cricket lo fanno approdare sino al Scotland national cricket team

## Spedizione Endurance
Selezionato da Shackleton come biologo per la sua spedizione in Antartide, Clark salpa il 9 agosto 1914 da Plymouth a bordo dell'Endurance. La spedizione non riesce però a raggiungere l'obiettivo che si era prefissata, cioè l'attraversamento del continente antartico, dato che la nave viene intrappolata dalla banchisa e distrutta dalla pressione del ghiaccio. I naufraghi verranno tutti salvati due anni dopo. 

Durante la missione Clark svolge comunque il suo lavoro di biologo raccogliendo diversi esemplari faunistici. Quando i campioni devono però essere abbandonati poco dopo a seguito del naufragio dell'Endurance. Frank Worsley scrive:
Gli uomini raggiungono poi l'isola Elephant a bordo delle tre scialuppe scampate al naufragio. Clark viaggia con la James Caird insieme a Shackleton, Frank Hurley, Leonard Hussey, Reginald James, James Wordie, Harry McNish, Charles Green, John Vincent e Timothy McCarthy, poco dopo a bordo della stessa imbarcazione Shackleton salpa per la Georgia del Sud in cerca di soccorsi.
Il resto dell'equipaggio, tra cui Clark resta sull'isola sotto il comando di Frank Wild. Il territorio è inospitale, il freddo e l'umidità non consentono ai sacchi a pelo di asciugarsi, anche se vi era abbondanza di pinguini e foche gli uomini erano consci che esse potevano non bastare per resistere sino al ritorno di Shackleton. Per rompere la monotonia dell'isola Clark distilla una bevanda alcolica utilizzando zucchero, acqua e zenzero che chiama "Gut Rot 1916". Il 30 agosto 1916 Shackleton torna all'isola Elephant a bordo della nave cilena Yelcho e porta in salvo gli uomini rimasti.

## Dopo la spedizione
Clark fa subito ritorno in Scozia dove sposa Christine Ferguson. Durante la prima guerra mondiale è arruolato come tenente su una nave cacciamine della Royal Naval Volunteer Reserve e fa ritorno a Plymouth soltanto a guerra finita, nel 1919. Nel 1924 viene selezionato nuovamente per la nazionale scozzese di cricket. Successivamente lavora come biologo in diversi istituti scozzesi.
Muore nel 1950 a Murtle, Aberdeenshire.